# Carretera Federal 57
La Carretera Federal 57 es una carretera mexicana que recorre gran parte de México, desde la frontera con los Estados Unidos en Piedras Negras Coahuila hasta la Ciudad de México, siendo de las más importantes del país, tiene una longitud de 1295 km.      
La carretera federal 57 recorre los estados de Coahuila, Nuevo León, San Luis Potosí, Guanajuato, Querétaro, México, Hidalgo y Ciudad de México.
Las carreteras federales de México se designan con números impares para rutas norte-sur y con números pares para las rutas este-oeste. Las designaciones numéricas ascienden hacia el sur de México para las rutas norte-sur y ascienden hacia el Este para las rutas este-oeste. Por lo tanto, la carretera federal 57, debido a su trayectoria de norte-sur, tiene la designación de número impar, y por estar ubicada en el Centro de México le corresponde la designación N° 57.

## Trayecto

### Coahuila
Longitud = 478 km
- Piedras Negras
- Nava
- Allende
- Nueva Rosita
- Sabinas
- Monclova
- Castaños
- Saltillo
- Ramos Arizpe
- Arteaga

### Nuevo León
Longitud = 190 km
- San Rafael
- San Roberto
- San José De Raíces
- El Salado
- Santa Ana
- El Tecolote
- Puerto México
- El Cuije
- Navidad
- San Joaquín
- El Cedro
- El Cristal
- El Potosí
- Los Pocitos
- Los Medina
- Cruz de Elorza

### San Luis Potosí
Longitud = 316 km
- Matehuala
- Carbonera
- Villa Hidalgo
- San Luis Potosí
- Santa María del Río
- Soledad de Graciano Sánchez
- Villa de Zaragoza

### Guanajuato
Longitud = 88 km
- San Luis de la Paz
- San José Iturbide
- San Diego de la Unión

### Querétaro
Longitud = 103 km
- Santa Rosa Jáuregui
- Santiago de Querétaro
- El Marqués
- Pedro Escobedo
- San Juan del Río

### México
Longitud = 60 km
- Polotitlán
- San Francisco Soyaniquilpan

### Hidalgo
Longitud = 26 km
- Tepeji del Río de Ocampo

### México
Longitud = 40 km
- Huehuetoca
- Teoloyucan
- Tepotzotlán
- Cuautitlán Izcalli
- Tlalnepantla de Baz
- Naucalpan de Juárez

### CDMX
Longitud = 5 km
- Ciudad de México